# مارك شيبارد
مارك شيبارد (بالإنجليزية: Mark Sheppard)‏ هو موسيقي وممثل بريطاني، ولد في 30 مايو 1964 بلندن في المملكة المتحدة. بدأ مشواره المهني سنة 1992.

## أعمال

### أفلام
- (1993) باسم الأب[6]

### مسلسلات
- 24
- الملفات الغامضة
- إن سي آي إس
- تشاك
- جاغ
- خارق للطبيعة
- التحقيق في موقع الجريمة
- ماكجايفر

## وصلات خارجية
- مارك شيبارد على موقع IMDb (الإنجليزية)
- مارك شيبارد على موقع ألو سيني (الفرنسية)
- مارك شيبارد على موقع ميوزك برينز (الإنجليزية)
- مارك شيبارد على موقع أول موفي (الإنجليزية)
- مارك شيبارد على موقع إن إن دي بي (الإنجليزية)
- مارك شيبارد على موقع ديسكوغز (الإنجليزية)
- مارك شيبارد على موقع قاعدة بيانات الفيلم (الإنجليزية)
- مارك شيبارد على موقع كينوبويسك (الروسية)